# Paisagem com a Fuga para o Egito (Carracci)
Paisagem com a Fuga para o Egito é uma pintura do pintor barroco italiano Annibale Carracci. Datado de c. 1604, permanece no palácio para o qual foi pintado em Roma como parte da coleção da Galleria Doria Pamphilj.

## Temática
Fuga para o Egito retrata a viagem bíblica do recém-nascido Jesus Cristo, juntamente com a Virgem Maria, sua mãe, e São José, conforme descrito no Evangelho de Mateus (Mateus 2:13–23). O Evangelho descreve a fuga da Sagrada Família como resultado de uma visão de um anjo, que disse a José para trazê-los para o Egito, já que o Rei Herodes, o Grande viria para matar o menino Jesus (Mateus 2:13}). Segundo os relatos bíblicos, o Rei Herodes mandou matar as crianças que teriam aproximadamente a idade do Menino Jesus em um episódio conhecido como Massacre dos Inocentes. O  evangelista Mateus afirma que a Sagrada Família permaneceu no Egito até a morte do Rei Herodes quando então voltaram para a Galileia e se estabeleceram em Nazaré.

## História
A pintura foi encomendada em 1603 pelo cardeal Pietro Aldobrandini para a capela da família em seu palácio em Roma, mais tarde conhecido como Palazzo Doria Pamphilj. A encomenda inclui seis pinturas em seis lunetas, que foram executadas por Carracci e seus alunos (incluindo Francesco Albani, Domenichino e Giovanni Lanfranco).